# Aleksandr Baburin
Aleksandr Jewgienjewicz Baburin, ros. Александр Евгеньевич Бабурин (ur. 19 lutego 1967 w Niżnym Nowogrodzie) – irlandzki szachista i dziennikarz pochodzenia rosyjskiego, arcymistrz od 1996 roku.

## Kariera szachowa
W szachy gra od siódmego roku życia. W roku 1990 otrzymał tytuł mistrza międzynarodowego. Po rozpadzie Związku Radzieckiego zamieszkał wraz z rodziną w Dublinie i od roku 1993 na arenie międzynarodowej reprezentuje barwy Irlandii. W roku 1996 jako pierwszy szachista tego kraju otrzymał tytuł arcymistrza. Pomiędzy 1996 a 2008 rokiem sześciokrotnie wystąpił w szachowych olimpiadach (za każdym razem na I szachownicy).
Największym indywidualnym sukcesem Baburina było zwycięstwo w roku 1997 w otwartym turnieju rozegranym na wyspie Man. Zdobył wówczas 8 pkt w 9 partiach i uzyskał wynik rankingowy ponad 2800 punktów. Do innych turniejowych sukcesów zaliczyć również może I-II m. w Budapeszcie (1991, wraz z Christopherem Lutzem), II m. w Gifhorn (1992, za Władimirem Czuczełowem), I m. w Budapeszcie (1992), I-II m. w Dublinie (1995), I m. w San Francisco (1997), I-II m. w Politiken Cup w Kopenhadze (1999, wraz z Tigerem Hillarpem Perssonem), I-III m. w Lindsborgu (2003, wraz z Nikoła Mitkowem i Aleksiejem Jermolinskim), I m. w Triesen (2007) oraz I-II m. w Dublinie (2008, wspólnie z Alonem Greenfeldem).
Najwyższy ranking w karierze osiągnął 1 stycznia 1998 r., z wynikiem 2600 punktów dzielił wówczas 70. miejsce na światowej liście FIDE, jednocześnie zajmując 1. miejsce wśród irlandzkich szachistów.
W styczniu 2004 roku został wybrany sekretarzem Stowarzyszenia Szachowych Zawodowców, ale z funkcji tej zrezygnował po 3 miesiącach. Jest uznanym szachowym dziennikarzem, prowadzi internetowy serwis szachowego wydawnictwa Chess Today. Napisał również kilka książek o tematyce szachowej, m.in. Michail Botvinnik & Soviet School of Chess, Queen’s Gambit Accepted 2 oraz Winning Pawn Structures (1998, ISBN 0-7134-8009-2).